# 硝酸铪
硝酸铪是一种无机化合物，化学式为Hf(NO3)4，可用于含铪材料的制备。

## 制备及性质
硝酸铪由四氯化铪和五氧化二氮反应得到。硝酸铪受热经HfO(NO3)2最终得到HfO2。